# Reuss-Hirschberg

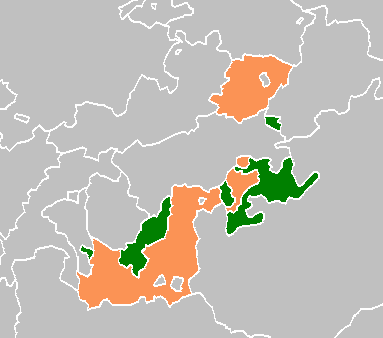
De vorstendommen van de jongere linie in 1820 (oranje) - de interne grenzen zijn niet aangegeven; groen de oudere linie

Reuss-Hirschberg was de naam van een staatje in Thüringen, dat bestond van 1678 tot 1711 als graafschap onder bestuur van Reuss jongere linie, een tak van het Huis Reuss.

## Geschiedenis
Het graafschap Reuss-Hirschberg ontstond, net als Reuss-Ebersdorf in 1678, toen Reuss-Lobenstein onder de drie zoons van Hendrik X werd verdeeld. Reuss-Hirschberg viel toe aan de middelste zoon, Hendrik VIII.
Het graafschap omvatte, behalve de hoofdstad Hirschberg, ook de dorpjes Absang, Blintendorf, Dobareuth, Gebersreuth, Grumbach, Göritz, Göttengrün, Harra, Kiessling, Langgrün, Mödlareuth, Ossla, Pirk, Pottiga, Rothenacker, Thimmendorf, Ullersreuth, Venzka en de helft van Spielmes.
Beide huwelijken van Hendrik VIII bleven kinderloos. Na zijn dood in 1711 werd Hirschberg verdeeld tussen Reuss-Lobenstein en Reuss-Ebersdorf.

## Heerser

### graaf
- 1678-1711: Hendrik VIII (1652-1711), zoon van Hendrik X van Lobenstein, sinds 1671 heer en sinds 1673 graaf van Reuss-Lobenstein

Zie Huis Reuss voor een uitleg over de nummering van de vorsten.